# Nyctiophylax hamatus
Nyctiophylax hamatus là một loài Trichoptera hóa thạch trong họ Polycentropodidae.